# Aeolesthes fulgens
Aeolesthes fulgens là một loài bọ cánh cứng trong họ Cerambycidae.